# Persico Dosimo
Persico Dosimo es una localidad y comune italiana de la provincia de Cremona, región de Lombardía, con 2650 habitantes.

## Evolución demográfica
| Gráfica de evolución demográfica de Persico Dosimo entre 1861 y 2001 |
|                                                                      |
| Fuente ISTAT - elaboración gráfica de Wikipedia                      |